# Evander Holyfield
Evander Holyfield (Atmore (Alabama), 19 oktober 1962) is een Amerikaanse bokser die viermaal de wereldtitel heeft gewonnen als zwaargewicht, meer dan elke andere zwaargewicht ooit. Zijn bijnaam luidt The Real Deal.

## Amateurcarrière
Holyfield was de jongste in een gezin van negen kinderen. Hij vertegenwoordigde de Verenigde Staten in 1983 bij de Pan-Amerikaanse Spelen in Venezuela en daar veroverde hij een zilveren medaille. Hij won in 1984 het nationale Golden Gloves-toernooi, al zijn partijen won hij door knock-out en zo verdiende hij een plekje in het olympische team van de VS, voor de Olympische Spelen van 1984 in Los Angeles won hij een bronzen medaille. Hij beëindigde zijn amateurcarrière met een record van 169 gewonnen partijen en 11 verloren partijen.

## Begin profcarrière
Een paar maanden na de Olympische Spelen werd hij profbokser en versloeg hij Lionel Byarm door een beslissing na zes ronden als junior-zwaargewicht. Hij won hierna nog drie partijen in deze divisie tegen Eric Winbush, Fred Brown en Mark Rivera. Na de juniorzwaargewichtdivisie ging hij verder als halfzwaargewicht en in zijn achtste partij als halfzwaargewicht won hij de WBA-halfzwaargewichttitel door Dwight Muhammad Qawi te verslaan door een beslissing na vijftien ronden. In zijn tiende partij verdedigde hij die titel tegen Henry Tillman en hij won die partij door een technisch k.o. in de zevende ronde. Na deze partij won hij ook nog de IBF halfzwaargewichttitel door een technisch k.o. in de 3e ronde tegen Ricky Parkey. Hij verdedigde zijn WBA- en IBF-halfzwaargewicht titels tegen Ossie Ocasio en hij won deze partij door een technisch k.o. in de elfde ronde, hierna verdedigde hij zijn WBA- en IBF-halfzwaargewichttitels weer tegen Dwight Muhammad Qawi, hij won deze partij door een k.o. in de vierde ronde. Hierna won hij ook nog de WBC-halfzwaargewichttitel door een technisch k.o. in de achtste ronde tegen Carlos De Leon, hiermee werd hij de enige ongeslagen onbetwiste halfzwaargewichtkampioen van de wereld. Hij werd na deze partij zwaargewicht en hij bokste zijn eerste zwaargewichtbokspartij tegen James Tillis, hij won deze partij door een technisch k.o. in de vijfde ronde. Hierna won hij een partij tegen Pinklon Thomas door een technisch k.o. in de zevende ronde. Hij veroverde hierna zijn eerste titel als zwaargewicht, dit was de Amerikaanse-continentale WBC-titel en hij won deze titel door Michael Dokes te verslaan door een technisch k.o. in de tiende ronde. Hij verdedigde deze titel tegen Adilson Rodrigues en hij versloeg hem door een k.o. in de tweede ronde. Hij verdedigde deze titel nog een keer tegen Alex Stewart, hij won de partij door een technisch k.o. in de achtste ronde.

## De jaren negentig

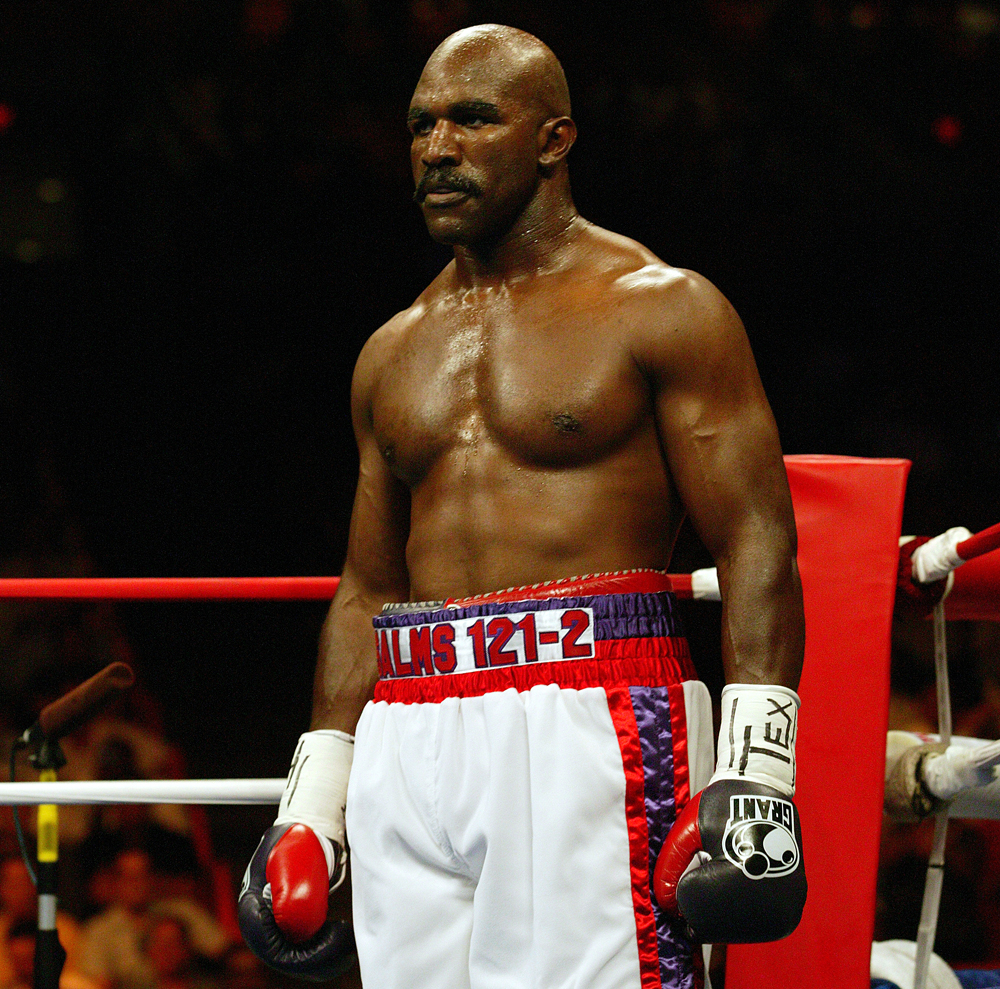
El Paso, Texas, 30 juni, 2007 vs. Lou Savarese

Hierna won hij de WBA-, WBC- en de IBF-zwaargewichttitels door James Douglas te verslaan door een k.o. in de derde ronde, hij verdedigde deze titel tegen George Foreman en won door een beslissing na 12 ronden. Hij won nog een gevecht tegen Bert Cooper door een technisch k.o. in de 7e ronde, hierna verdedigde hij zijn titel tegen Larry Holmes en hij won door een beslissing na 12 ronden. Hij verloor hierna voor de 1e keer na 27 overwinningen door een beslissing na 12 ronden tegen Riddick Bowe, hij verloor hiermee zijn WBA-, WBC- en IBF-titels, maar er vond een 2e bokspartij Bowe-Holyfield plaats en die won hij door een beslissing na 12 ronden. Hij verloor een paar maanden hierna tegen Michael Moorer door een beslissing na 12 ronden. Hij won nog een bokspartij tegen Ray Mercer door een beslissing na 12 ronden en hierna kwam de 3e bokspartij Bowe-Holyfield, in deze partij verloor hij voor de 1e keer in zijn carrière op k.o. en wel in de 8e ronde. Ongeveer een jaar hierna had hij 2 bokspartijen tegen Mike Tyson, deze won hij allebei en hij won daarmee de WBA-titel. Tijdens het tweede gevecht in 1997 beet Mike Tyson een stuk van het oor af van Evander Holyfield en werd gediskwalificeerd. Holyfield won hierna ook nog de IBF- en WBC-titels tegen Michael Moorer en hij verdedigde deze titels door een gelijkspel tegen Lennox Lewis. Daarna kwam de rematch tegen Lennox Lewis en deze verloor hij door een beslissing na 12 ronden.

## 2000-2008
Hij werd op 3 maart 2000 voor de 4e keer wereldkampioen en wel tegen John Ruiz door een beslissing na 12 ronden, maar hij verloor de veroverde titel (WBA) weer in een rematch. Hij won hierna nog een partij tegen Hasim Rahman maar daarna verloor hij zijn laatste 3 partijen tegen: Chris Byrd, James Toney en Larry Donald.
Op 20 december 2008 keerde Holyfield terug in de boksring voor een gevecht tegen de Russische wereldkampioen Nikolaj Valoejev. Holyfield verloor deze wedstrijd op punten met jury waarderingen van 114:114, 116:112 en 114:112.
Deze overwinning wordt als discutabel beschouwd. Er zijn in het kamp van Holyfield zelfs vermoedens dat de partij door de promotor verkocht is. De Amerikaanse televisiecommentatoren hadden de score 118-110 voor Holyfield.
Valoejev werd na de partij door het publiek uitgefloten nadat de overwinning bekend was gemaakt. Zij vonden dat Holyfield voor de vijfde keer kampioen zwaargewicht boksen was geworden. Holyfield had een protest ingediend wat kon leiden tot een verplichte rematch voor Valoejev. Deze is nooit tot stand gekomen.
Zijn record stond na zijn laatste gevecht op 5 mei 2011 op 44 gewonnen partijen, 10 verloren partijen, 2 gelijke partijen en 29 knock-outs.

## Gewonnen titels
- WBA half-zwaargewicht titel
- IBF half-zwaargewicht titel
- WBC half-zwaargewicht titel
- WBA zwaargewicht titel
- IBF zwaargewicht titel
- WBC zwaargewicht titel